# Belkera, Homnabad
Belkera là một làng thuộc tehsil Homnabad, huyện Bidar, bang Karnataka, Ấn Độ.